# Босния и Герцеговина на летних Олимпийских играх 2004
Босния и Герцеговина принимала участие в Летних Олимпийских играх 2004 года в Афинах (Греция) в четвёртый раз за свою историю, но не завоевала ни одной медали. Сборная страны состояла из 9 спортсменов (7 мужчин, 2 женщины), которые выступили в соревнованиях по лёгкой атлетике, гребле на байдарках и каноэ, дзюдо, стрельбе, плаванию, теннису, настольному теннису и тхэквондо.

## Результаты соревнований

### Гребля на байдарках и каноэ
Спортсменов — 1

#### Гребной слалом
Мужчины
| Соревнование | Спортсмен       | Предварительный этап | Предварительный этап | Предварительный этап | Предварительный этап | Предварительный этап | Предварительный этап | Предварительный этап | Полуфинал            | Полуфинал            | Полуфинал            | Полуфинал            | Финал                | Финал                | Финал                | Финал                |
| Соревнование | Спортсмен       | 1 попытка            | 1 попытка            | 1 попытка            | 2 попытка            | 2 попытка            | 2 попытка            | Место                | Полуфинал            | Полуфинал            | Полуфинал            | Полуфинал            | Финал                | Финал                | Финал                | Финал                |
| Соревнование | Спортсмен       | Время                | Штраф                | Итог                 | Время                | Штраф                | Итог                 | Место                | Время                | Штраф                | Итог                 | Место                | Время                | Штраф                | Итог                 | Место                |
| ------------ | --------------- | -------------------- | -------------------- | -------------------- | -------------------- | -------------------- | -------------------- | -------------------- | -------------------- | -------------------- | -------------------- | -------------------- | -------------------- | -------------------- | -------------------- | -------------------- |
| Б-1          | Эмир Шарганович | 107,26               | 4                    | 111,26               | 101,04               | 4                    | 105,04               | 23                   | Завершил выступление | Завершил выступление | Завершил выступление | Завершил выступление | Завершил выступление | Завершил выступление | Завершил выступление | Завершил выступление |